# ماریون رانگ
ماریون رانگ (به انگلیسی: Marion Rung) (زاده ۷ دسامبر ۱۹۴۵) خواننده فنلاندی است.
او نماینده فنلاند در یوروویژن ۱۹۷۳ بود.